# Kiberbius robles
Kiberbius robles är en mångfotingart som beskrevs av Chamberlin 1941. Kiberbius robles ingår i släktet Kiberbius och familjen stenkrypare. Inga underarter finns listade i Catalogue of Life.